# Sherbrooke (circonscription fédérale)
Pour les articles homonymes, voir Sherbrooke (homonymie).
Circonscription électorale fédérale du Canada
Sherbrooke est une circonscription électorale fédérale du Québec qui est représentée à la Chambre des communes depuis 1925. Elle est située dans la région administrative de l'Estrie.

## Géographie
La circonscription est située au sud de la province, dans la région de l'Estrie et est constituée de la plus grande part de la ville de Sherbrooke, soit les arrondissements Fleurimont, Jacques-Cartier et Le Mont-Bellevue. Depuis le redécoupage électoral de 2013, elle est complètement enclavée dans la circonscription de Compton—Stanstead.

## Historique
La circonscription de Sherbrooke a été créée en 1924 à partir des circonscriptions de Ville de Sherbrooke et de Richmond—Arthabaska.

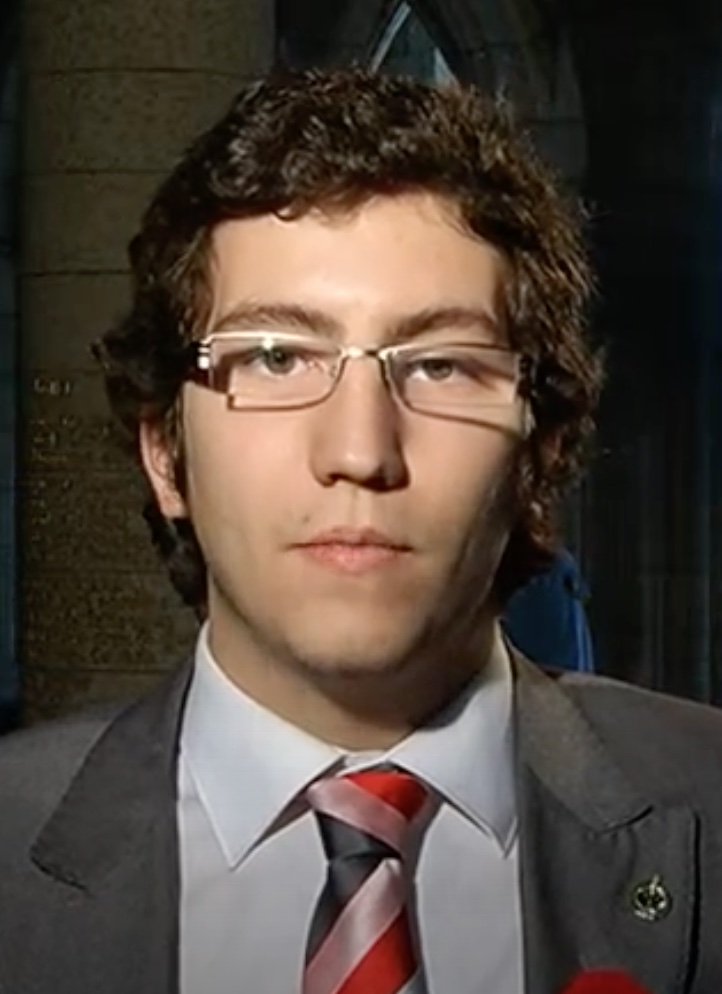
Pierre-Luc Dusseault est le député de Sherbrooke de 2011 à 2019.

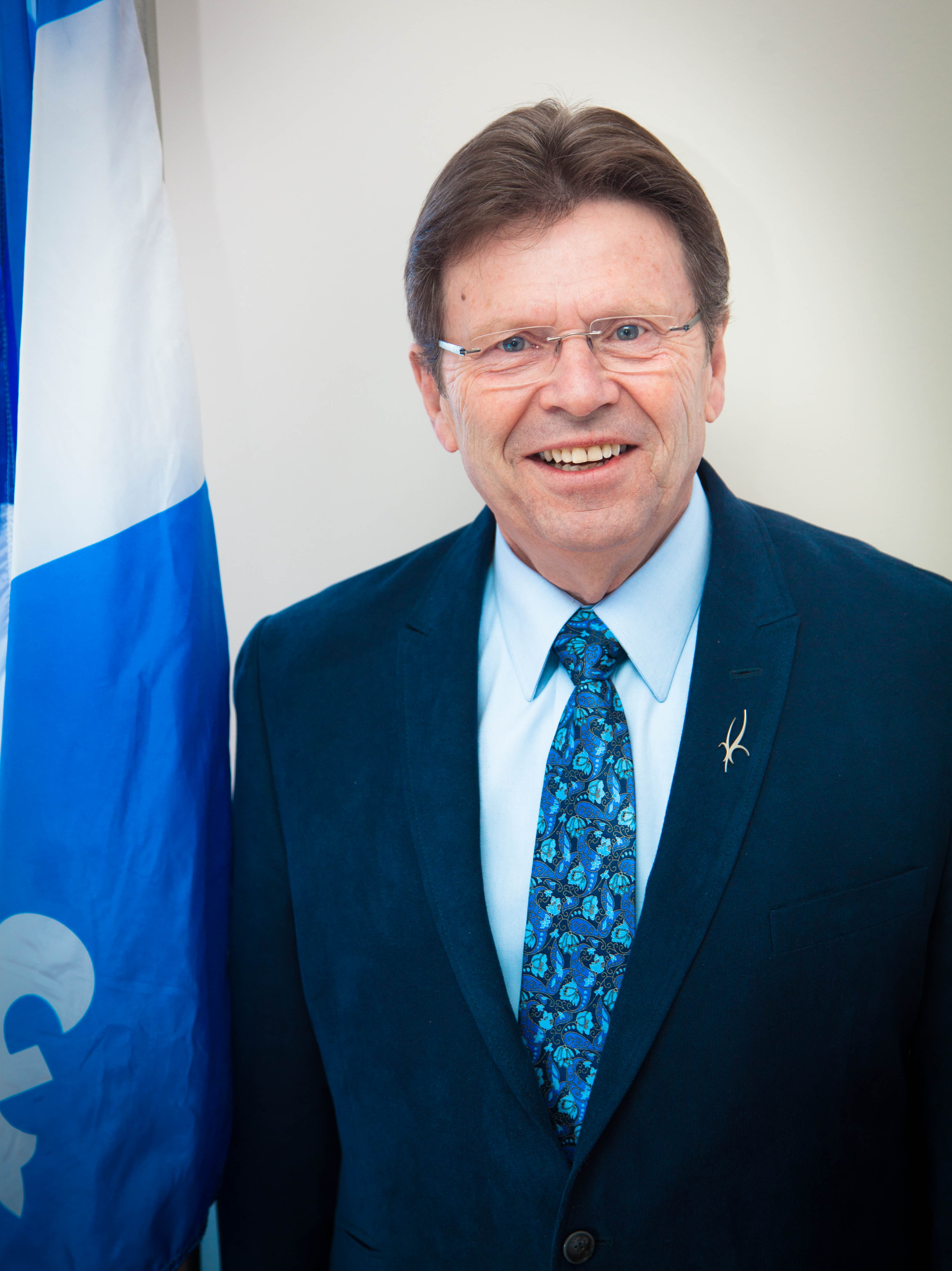
Serge Cardin est le député de Sherbrooke de 1998 à 2011.

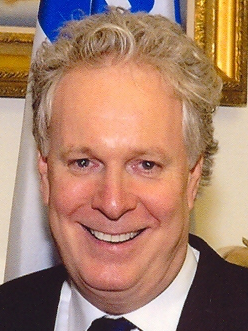
Jean Charest est le député de Sherbrooke de 1984 à 1998, chef du Parti progressif-conservateur du Canada de 1993 à 1998, avant d'être premier ministre du Québec de 2003 à 2012.

## Députés
| Législature                                                    | Années        | Député                  | Parti                 | Parti                          |
| -------------------------------------------------------------- | ------------- | ----------------------- | --------------------- | ------------------------------ |
| Sherbrooke issue de Ville de Sherbrooke et Richmond—Arthabaska |               |                         |                       |                                |
| 15e                                                            | 1925–1926     | Charles Benjamin Howard |                       | Libéral                        |
| 16e                                                            | 1926–1930     | Charles Benjamin Howard |                       | Libéral                        |
| 17e                                                            | 1930–1935     | Charles Benjamin Howard |                       | Libéral                        |
| 18e                                                            | 1935–1940     | Charles Benjamin Howard |                       | Libéral                        |
| 19e                                                            | 1940–1945     | Maurice Gingues         |                       | Libéral                        |
| 20e                                                            | 1945–1949     | Maurice Gingues         |                       | Libéral                        |
| 21e                                                            | 1949–1953     | Maurice Gingues         |                       | Libéral                        |
| 22e                                                            | 1953–1957     | Maurice Gingues         |                       | Libéral                        |
| 23e                                                            | 1957–1958     | Maurice Gingues         |                       | Libéral                        |
| 24e                                                            | 1958–1962     | Maurice Allard          |                       | Progressiste-conservateur      |
| 25e                                                            | 1962–1963     | Gérard Chapdelaine      |                       | Crédit social                  |
| 26e                                                            | 1963–1963     | Gérard Chapdelaine      |                       | Crédit social                  |
| 26e                                                            | 1963–1965     | Gérard Chapdelaine      | Ralliement créditiste |                                |
| 27e                                                            | 1965–1968     | Maurice Allard          |                       | Progressiste-conservateur ind. |
| 28e                                                            | 1968–1972     | Paul Mullins Gervais    |                       | Libéral                        |
| 29e                                                            | 1972–1974     | Irénée Pelletier        |                       | Libéral                        |
| 30e                                                            | 1974–1979     | Irénée Pelletier        |                       | Libéral                        |
| 31e                                                            | 1979–1980     | Irénée Pelletier        |                       | Libéral                        |
| 32e                                                            | 1980–1984     | Irénée Pelletier        |                       | Libéral                        |
| 33e                                                            | 1984–1988     | Jean Charest            |                       | Progressiste-conservateur      |
| 34e                                                            | 1988–1993     | Jean Charest            |                       | Progressiste-conservateur      |
| 35e                                                            | 1993–1997     | Jean Charest            |                       | Progressiste-conservateur      |
| 36e                                                            | 1997–1998     | Jean Charest            |                       | Progressiste-conservateur      |
| 36e                                                            | 1998–2000     | Serge Cardin            |                       | Bloc québécois                 |
| 37e                                                            | 2000–2004     | Serge Cardin            |                       | Bloc québécois                 |
| 38e                                                            | 2004–2006     | Serge Cardin            |                       | Bloc québécois                 |
| 39e                                                            | 2006–2008     | Serge Cardin            |                       | Bloc québécois                 |
| 40e                                                            | 2008–2011     | Serge Cardin            |                       | Bloc québécois                 |
| 41e                                                            | 2011–2015     | Pierre-Luc Dusseault    |                       | Néo-démocrate                  |
| 42e                                                            | 2015–2019     | Pierre-Luc Dusseault    |                       | Néo-démocrate                  |
| 43e                                                            | 2019–2021     | Élisabeth Brière        |                       | Libéral                        |
| 44e                                                            | 2021–2025     | Élisabeth Brière        |                       | Libéral                        |
| 45e                                                            | 2025–en cours | Élisabeth Brière        |                       | Libéral                        |

## Résultats électoraux
| |
| - Parti libéral - Parti conservateur - NPD - Bloc québécois - Parti vert - Parti populaire - Alliance canadienne - Parti réformiste - Crédit social - Indépendant |